# Крушевська
Кру́шевська (болг. Крушевска) — село в Кирджалійській області Болгарії. Входить до складу общини Кирджалі.

## Населення
За даними перепису населення 2011 року у селі проживали 129 осіб, з них 128 осіб (99,2%) — турки.
Розподіл населення за віком у 2011 році:
Динаміка населення: